# Andrew Justice
Andrew Justice (ur. 19 stycznia 1951, zm. 17 czerwca 2005) – brytyjski wioślarz, srebrny medalista igrzysk olimpijskich i mistrzostw świata.

## Kariera
Wystąpił na igrzyskach olimpijskich w Montrealu w 1976, zajmując dziewiąte miejsce w czwórkach podwójnych. Na rozgrywanych cztery lata później igrzyskach olimpijskich w Moskwie osada Wielkiej Brytanii w składzie: Duncan McDougall, Allan Whitwell, Henry Clay, Chris Mahoney, Andrew Justice, John Pritchard, Malcolm McGowan, Richard Stanhope i Colin Moynihan (sternik) zdobyła srebrny medal w ósemkach. W finale uplasowali się o 2,87 sekundy za osadą NRD i o 0,74 sekundy przed osadą ZSRR.
W ósemkach zdobył także srebro na mistrzostwach świata w Monachium (1981). 